# اتفاق الصخيرات
اتفاق الصخيرات (2015) أوالاتفاق السياسي الليبي هو اتفاق شمل أطراف الصراع في ليبيا وتم توقيعه تحت رعاية منظمة الأمم المتحدة في مدينة الصخيرات في المغرب بتاريخ 17 ديسمبر 2015 بإشراف المبعوث الأممي مارتن كوبلر لإنهاء الحرب الأهلية الليبية الثانية المندلعة منذ 2014، وقد بدأ العمل به من معظم القوى الموافقة عليه في 6 أبريل 2016. وقع على هذا الاتفاق 22 برلمانياً ليبياً على رأسهم صالح محمد المخزوم عن طرف المؤتمر الوطني العام الجديد وامحمد علي شعيب عن طرف مجلس النواب الليبي. وفي 27 أبريل 2020، أعلن القائد العام للجيش الوطني الليبي المشير خليفة حفتر عبر كلمة تليفزيونية، إسقاط اتفاق الصخيرات وتولي قيادة البلاد بتفويض من الشعب بلا تعليق من جهة البرلمان.

## محتوى الاتفاق
يتكون الاتفاق من مبادئ حاكمة تليها 67 مادة أساسية موزعة على 9 فصول وهي:
1. حكومة الوفاق الوطني: ويحدد هذا الفصل مبادئ عمل وتشكيل حكومة الوفاق الوطني وصلاحياتها ويشتمل على 11 مادة.
2. مجلس النواب: ويحدد هذا الفصل صلاحيات وآلية عمل مجلس النواب المنتخب في يونيو 2014 كأعلى جهة تشريعية في ليبيا وتشتمل على 7 مواد.
3. المجلس الأعلى للدولة يحدد الفصل كيفية تشكيل وعمل مجلس الدولة كسلطة استشارية تنفيذية عليا ويشتمل على 7 مواد.
4. تدابير بناء الثقة: ويشتمل على 7 مواد.
5. الترتيبات الأمنية: ويشتمل على 14 مادة.
6. العملية الدستورية: ويشتمل على 6 مواد.
7. الهيئات والمجالس المتخصصة: ويشتمل على 3 مواد.
8. الدعم الدولي: ويشتمل على 3 مواد.
9. أحكام ختامية: ويشتمل على 9 مواد.

و يلحق بالاتفاق أحكام إضافية مكونة من 15 مادة و6 ملاحق هي:
- أسماء المرشحين لعضوية مجلس رئاسة الوزراء.
- أولويات حكومة الوفاق الوطني.
- القواعد الأساسية لعمل مجلس الدولة.
- مقترح لتعديل الإعلان الدستوري.
- مبادئ تنظيمية لإدارة السياسة الليبية المالية والأصول الوطنية.
- الترتيبات الأمنية.

وكان أهم ما تضمنه الاتفاق: منح صلاحيات رئيس الحكومة لمجلس رئاسة حكومة الوفاق الوطني الذي يترأسه رئيس الحكومة نفسه وعلى رأسها قيادة الجيش والقوات المسلحة وبدء مرحلة انتقال جديدة تستمر 18 شهر وفي حال عدم انتهاء الحكومة من مهامها قد يتم تمديد المدة 6 أشهر إضافية ونص الاتفاق أيضاً على تشكيل المجلس الأعلى للدولة من أعضاء المؤتمر الوطني العام الجديد والإبقاء على مجلس النواب الليبي المنتخب في يونيو 2014.